# Достук (Нарынский район)
Достук (кирг. Достук) — село (в 1968—2012 — посёлок городского типа) в Кыргызстана. Входит в Нарынский район Нарынской области. Находится в 215 км к югу от железнодорожной станции Рыбачье и в 35 км к западу от Нарына.
Население — 750 жителей.
Возник как посёлок при строительстве Ат-Башинской ГЭС.

## Население
| 1970 | 1979 | 1989 | 1999 | 2009 |
| ---- | ---- | ---- | ---- | ---- |
| 950  | 971  | 1212 | 817  | 750  |